# Itaipé
Itaipé es un municipio brasileño situado en el estado de Minas Gerais. Tiene una población estimada, en 2024, de 10 549 habitantes.
El punto más alto es de 1258 metros sobre el nivel del mar, en la llamada Pedra D´agua.
Dista 528 km de Belo Horizonte, y el acceso es por las carreteras BR-116 y MG-214.

## Hidrografía

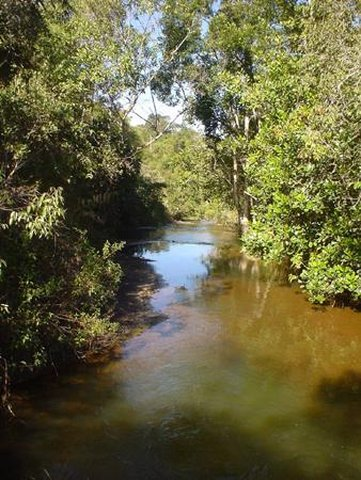
Río Negro.

El río Preto, que nace en la Pedra do Gado, atraviesa todo el municipio. Forma parte de la cuenca del río Mucuri.